# Arthur Rudolph

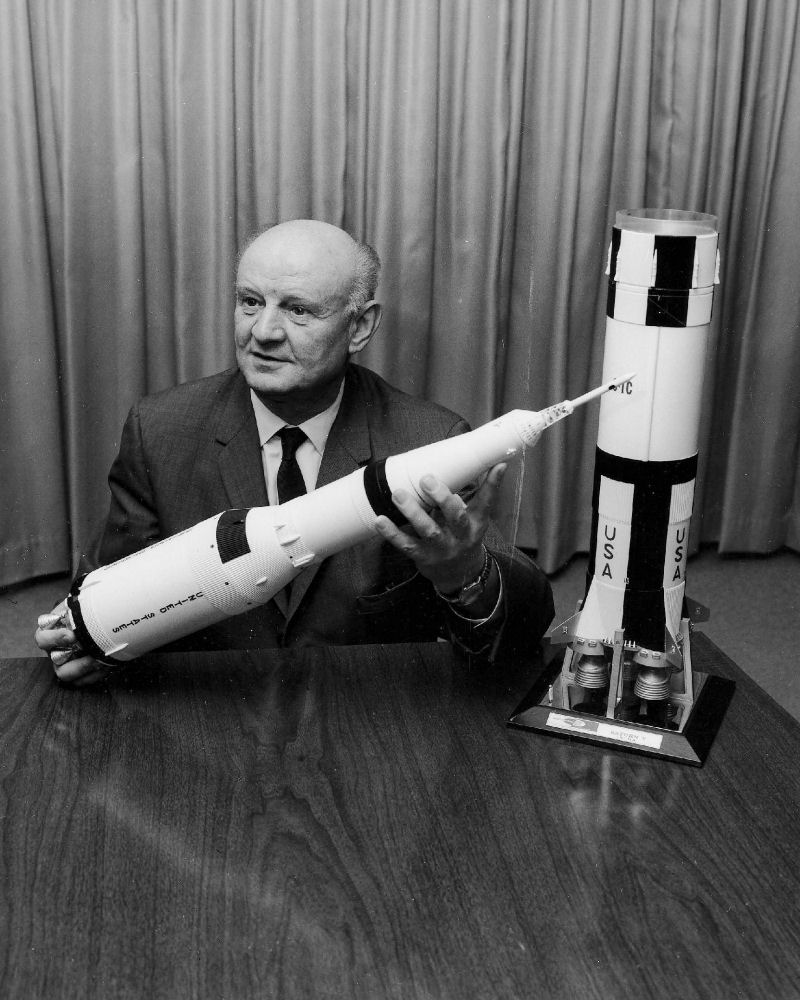
Arthur Rudolph mit der oberen Hälfte des Modells einer Saturn-V-Rakete

Arthur Louis Hugo Rudolph (* 9. November 1906 in Stepfershausen; † 1. Januar 1996 in Hamburg) war ein deutscher Raketeningenieur, der in der Zeit des Nationalsozialismus von 1934 bis 1945 an der Entwicklung und Produktion der Rakete Aggregat 4 (A4, „Vergeltungswaffe V2“) beteiligt war. Am 20. April 1940 wurde Rudolph zum SS-Hauptsturmführer der Reserve ernannt (SS-Mitglied-Nr. 193.418). Nach dem Zweiten Weltkrieg wurde Rudolph von den Amerikanern in die USA gebracht, wo er für die Streitkräfte der Vereinigten Staaten und die NASA als Leiter von Projekten wie der Pershing-Rakete und der Saturn-V-Mondrakete tätig war.

## Jugend
Arthur Rudolph stammte aus einer traditionellen Bauernfamilie aus Stepfershausen in Thüringen. Sein Vater Gustav starb im Ersten Weltkrieg; die Erziehung Arthurs und seines jüngeren Bruders Walter wurde ab dann allein von der Mutter Ida Rudolph getragen. Sie war es, die die technische Begabung Arthurs erkannte und ihn eine technische Ausbildung absolvieren ließ, während sein Bruder Walter für den Bauernhof zu sorgen hatte.
Von 1921 bis 1924 besuchte Arthur die Staatliche Fachschule für Kleineisen- und Stahlwarenindustrie in Schmalkalden. 1924 fand er eine Anstellung in einer Firma für Silberwaren in Bremen. Im August 1927 ging er nach Berlin, wo er eine Stelle bei Stock & Co. annahm. Nach einigen Monaten bildete er sich zum Werkzeugmacher  weiter. 1928 begann er ein Maschinenbaustudium an der TH Berlin, welches er 1930 als Ingenieur abschloss.

## Berlin

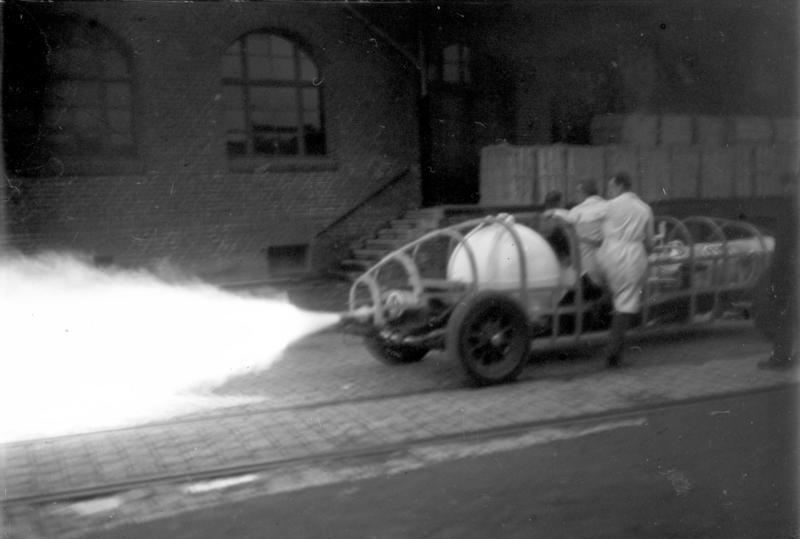
Heylandt-Werke, Raketenfahrzeug auf Prüfstand

1930 arbeitete Rudolph für die Heylandt Gesellschaft für Apparatebau, die Ausrüstungen für die Sauerstoff-Produktion herstellte. In Berlin lernte er den Raketenpionier Max Valier kennen, welcher in den Heylandt-Werken an Raketenexperimenten arbeitete. Rudolph zeigte sich interessiert und arbeitete von da an in seiner Freizeit gemeinsam mit Walter Riedel an Valiers Raketenprojekten.
Am 17. Mai 1930, einen Tag, nachdem Rudolph die Arbeit an dem Raketenprojekt aufgenommen hatte, wurde Valier bei der Explosion eines Triebwerkprototyps getötet. Weitere Raketenexperimente wurden durch Paul Heylandt verboten, Rudolph setzte seine Arbeit jedoch gemeinsam mit Riedel und Alfons Pietsch fort. Rudolph entwickelte im Folgenden eine verbesserte und sicherere Version von Valiers Triebwerk. Alfons Pietsch entwarf ein Raketenauto. Da Heylandt die weitere Arbeit an dem Projekt inzwischen bewilligt hatte, konnte kurze Zeit später das Heylandt Raketenauto fertiggestellt werden, welches auf dem Flughafen Berlin-Tempelhof ausgestellt wurde. Aufgrund der hohen Treibstoffkosten wurde das Projekt jedoch eingestellt.
Zum 1. Juni 1931 trat Rudolph der NSDAP bei (Mitgliedsnummer 562.007). Zu einem späteren Zeitpunkt wurde er auch Mitglied der SA, blieb dies jedoch nur für einen kurzen Zeitraum. Im Mai 1932 wurde Rudolph entlassen, arbeitete jedoch bereits kurze Zeit später mit seinem früheren Kollegen Pietsch an der Entwicklung eines neuen Raketentriebwerks.
Pietsch, der versuchte, Mittel für den Bau des Triebwerkes aufzutreiben, traf sich mit Walter Dornberger, welcher vom Heereswaffenamt aufgetragen bekommen hatte, ein Raketenwaffensystem zu entwickeln.
Nach einer erfolgreichen Vorführung des neuen Raketentriebwerkes für Dornberger zogen Rudolph und Riedel auf das Raketentestgelände in Kummersdorf. Hier arbeiteten sie unter der Leitung von Wernher von Braun, den Rudolph bereits auf einem Treffen des Vereines für Raumschiffahrt kennengelernt hatte. Im Dezember 1934 gelang dem Team unter von Braun der erste erfolgreiche Start einer A2-Rakete. Diese startete von einem Testgelände auf Borkum.
In Berlin heiratete Rudolph 1935 Martha Therese Kohls. Ihre Tochter Marianne Erika wurde am 26. November 1937 in Berlin geboren.

## A4-Forschung und spätere Produktion
Da sich die Anlagen in Kummersdorf für weitere Tests als nicht geeignet erwiesen, zog das Team um Braun im Mai 1937 zur Heeresversuchsanstalt Peenemünde auf Usedom, wo Rudolph seine Arbeit am A4-Projekt fortsetzte. Im Frühjahr 1938 übertrug ihm Dornberger die Verantwortung für die Planung der neuen A4-Entwicklungsstätten, die in Peenemünde errichtet werden sollten. Rudolph setzte sich dabei auch dafür ein, dass dafür über 1000 KZ-Häftlinge als Zwangsarbeiter eingesetzt wurden. Als „Technischer Direktor“ der HVA Peenemünde erwähnt er die äußerst schlechten Lebens- und Arbeitsbedingungen der Zwangsarbeiter, darunter viele Ostarbeiter und Franzosen, und zwar zustimmend.
Kurz nachdem die Forschungsanlagen fertiggestellt worden waren, wurden diese im August 1943 erstmals von britischen Bombern zu zerstören versucht (Operation Hydra). Seine Frau und seine Tochter wurden evakuiert und zogen zu Rudolphs Mutter Ida nach Stepfershausen. Technisches Gerät, Zwangsarbeiter und KZ-Häftlinge der A4-Testanlagen wurden in den Folgemonaten in unterirdische Stollen des Kohnsteins bei Nordhausen verlagert, wo Häftlinge des KZ Mittelbau-Dora unter inhumanen Arbeits- und Lebensbedingungen bei der Raketenproduktion eingesetzt wurden. Rudolph war für den Transport der Ausrüstung zuständig und bekam anschließend als Betriebsdirektor der Mittelwerk GmbH die Verantwortung für die A4-Produktion und den Häftlingseinsatz übertragen. Im Zusammenhang mit dem Ausbau des Kohnsteins, der Errichtung des KZ und der anschließenden Fertigung der A4-Rakete sowie ferner der Flugbombe Fieseler Fi 103 („Vergeltungswaffe V1“) und von Teilen eines Düsenjägers kamen nach offizieller Zählung in den SS-Akten etwa 12.000 Zwangsarbeiter ums Leben. Neuere Schätzungen verorten die Zahl der tatsächlichen Todesopfer im Zusammenhang mit Mittelbau-Dora auf bis zu 20.000. Das wären mehr Todesfälle während der Entwicklungs- und Konstruktionszeit der Waffe als durch den tatsächlichen Einsatz der „V2“; deren Opfer, wohl überwiegend Zivilisten, werden auf etwa 8000 Menschen geschätzt.
Trotz Anweisung Albin Sawatzkis, bereits im Dezember 1943 50 A4-Raketen fertigzustellen, wurden im Dezember lediglich 4 Raketen gebaut, die sich später allerdings als nicht funktionstüchtig erwiesen. Die Serienproduktion der A4-Rakete lief im Januar 1944 mit 56 fertiggestellten Exemplaren an.
Im März 1945 musste die Produktion aufgrund fehlender Teile eingestellt werden. Rudolph und sein Personal zogen nach Oberammergau, wo sie sich mit von Braun und anderen Mitarbeitern aus Peenemünde trafen. Hier ergaben sie sich der U.S. Army und wurden von dieser nach Garmisch-Partenkirchen transportiert.

## US-Armee
Rudolph wurde im Juli 1945 für die Operation Backfire nach England gebracht, wo er bis Oktober 1945 blieb. Anschließend wurde er wieder den Amerikanern übergeben. Seine Frau und Tochter, die zu diesem Zeitpunkt in der sowjetischen Besatzungszone lebten, wurden von den Amerikanern abgeholt und nach Camp Overcast in der Nähe von Landshut gebracht, wo Arthur Rudolph auf sie wartete. Im November 1945 wurden Rudolph, von Braun und der Rest des A4-Teams im Rahmen der Operation Overcast für sechs Monate in die USA gebracht. Nachdem US-Präsident Harry S. Truman im August 1946 Operation Paperclip autorisiert hatte, hielt sich die Gruppe dauerhaft in den USA auf.
Im Januar 1946 wurde das A4-Team nach einer kurzen Vernehmung in Boston nach White Sands Proving Grounds transportiert, wo sie an der Weiterentwicklung der A4 arbeiteten. Rudolph wurde im Januar 1947 in die Army Ballistic Missile Agency (Ordnance Research and Development Division) auf Fort Bliss in El Paso in Texas verlegt, wo er im April seine Familie traf. Da er ohne Visum in die USA eingereist war, brachte man ihn nach Ciudad Juárez in Mexiko, wo er ein Visum erhielt und offiziell am 14. April 1949 in die USA emigrierte. Während seiner Zeit in Fort Bliss arbeitete Rudolph unter anderem auch für die Solar Aircraft Company und hielt sich zwischen 1947 und 1949 oft in San Diego in Kalifornien auf.
Im Rahmen von FBI-Ermittlungen im Jahre 1949 machte Rudolph folgende Erklärung zu seiner Mitgliedschaft in der NSDAP:

“Until 1930 I sympathized with the social democratic party, voted for it and was a member of a socialdemocratic union (Bund Techn. Agst. u. Beamt.) After 1930 the economical situation became so serious that it appeared to me to be headed for catastrophy. (I really became unemployed in 1932.) The great amount of unemployment caused expansion of nationalsoc. and communistic parties. Frightened that the latter one would become the government I joined the NSDAP (a legally reg. entity) to help, I believed in the preservation of the western culture.”

„Bis 1930 sympathisierte ich mit der sozialdemokratischen Partei, wählte diese und war Mitglied einer sozialdemokratischen Gewerkschaft (Bund Technischer Angestellter und Beamter). Nach 1930 hatte ich den Eindruck, die wirtschaftliche Situation würde sich zu einer Katastrophe entwickeln. (1932 wurde ich tatsächlich arbeitslos.) Aufgrund der großen Arbeitslosigkeit wuchsen die nationalsozialistischen und kommunistischen Parteien. Aus Angst vor einer Regierung der letzteren trat ich der NSDAP (eine legale Partei) bei, um, wie ich glaubte, die Erhaltung der westlichen Kultur zu unterstützen.“

Am 25. Juni 1950 wurde Rudolph in das Redstone Arsenal in Huntsville in Alabama verlegt und seine Gruppe in Army Ballistic Missile Agency (Ordnance Guided Missile Center) umbenannt. Am 11. November 1954 erhielt er in Birmingham (Alabama) die US-Staatsbürgerschaft. 1956 wurde Rudolph zum Technischen Direktor des Redstone-Raketenprojektes sowie zum Projektmanager des MGM-31 Pershing-Missile-Projektes ernannt. Am 23. Februar 1959 erhielt er die Ehrendoktorwürde des Rollins College in Winter Park (Florida). Später erhielt er den Exceptional Civilian Service Award, die höchste Auszeichnung der US-Armee für Zivilisten.

## NASA
1961 ging Rudolph zur NASA, wo er für seinen ehemaligen Vorgesetzten Wernher von Braun arbeitete. Im Dezember 1961 wurde er stellvertretender Direktor der Abteilung Systems Engineering (Gesamtfluggerätentwicklung für das Marshall Space Flight Center und das Lyndon B. Johnson Space Center in Houston). Von August 1963 bis Mai 1968 war er als Projektdirektor des Saturn-V-Raketenprogrammes tätig. Danach arbeitete er als Besonderer Assistent des Direktors des Marshall Space Flight Center. Am 9. November 1967 gelang der erste fehlerfreie Start einer Saturn-V-Rakete am John F. Kennedy Space Center. Am 1. Januar 1969 wurde Rudolph pensioniert. Am 20. Juli 1969 landete der mit einer Saturn V gestartete Raumflug Apollo 11 auf dem Mond. Während seiner Laufbahn erhielt Rudolph sowohl die NASA Exceptional Service Medal als auch die NASA Distinguished Service Medal.

## Ermittlungen des Office of Special Investigations
Rudolph erlitt kurz nach seinem Umzug nach San José in die Nähe des Wohnortes seiner Tochter einen Herzinfarkt, der eine Bypass-Operation notwendig machte. Im September 1982 erhielt er eine schriftliche Einladung zu einer Befragung durch das Office of Special Investigations (OSI), ein von der Kongressabgeordneten Bella Abzug ins Leben gerufenes Department zur Aufspürung von Nazi-Kriegsverbrechern.
Rudolph glaubte, es handele sich dabei um eine Befragung der Art, wie er sie bei seiner Ankunft in den USA kennengelernt hatte. Die erste von drei Befragungen konzentrierte sich auf seine Einstellung zur Überlegenheit der weißen Rasse, seine frühe Beteiligung in der NSDAP sowie seine mögliche Rolle in Bezug auf die Behandlung von Gefangenen während seiner Tätigkeit in Mittelbau-Dora. Am 28. November 1983 unterzeichnete Rudolph, unter Zwang und in Sorge um die Fürsorge für seine Frau und seine Tochter, ein Abkommen mit der OSI, in welchem er versicherte, die USA zu verlassen und auf die US-amerikanische Staatsbürgerschaft zu verzichten. Mit dem Abkommen entging Rudolph der vom OSI angedrohten Strafverfolgung durch die amerikanischen Behörden und behielt seine Pensionsansprüche; die Staatsbürgerschaft seiner Frau und seiner Tochter wurde beibehalten. Im März 1984 emigrierten Arthur und Martha Rudolph nach Deutschland, Arthur Rudolph legte seine US-Staatsbürgerschaft wie vereinbart ab. Deutsche Behörden protestierten beim Department of State, da Rudolph damit ein Staatenloser geworden war. Im Juli 1983 forderten deutsche Behörden Unterlagen beim OSI an, um eine Entscheidung zur Strafverfolgung oder Zuerkennung der deutschen Staatsbürgerschaft treffen zu können. Nach Erhalt der Unterlagen im April 1985 wurden die Ermittlungen vom Hamburger Staatsanwalt Harald Duhn geleitet. Nach der Befragung einer Reihe von Zeugen gaben die Ermittler im März 1987 bekannt, keine Basis für eine Strafverfolgung Rudolphs zu haben, und erkannten ihm die deutsche Staatsbürgerschaft zu. Am 6. April 1987 berichtete darüber der DDR-Propagandist Karl-Eduard von Schnitzler  in seiner Sendung Der schwarze Kanal.
Inzwischen wurde der Fall Rudolph in den USA kontrovers diskutiert. Mehrere Organisationen und Einzelpersonen forderten eine Untersuchung der Aktivitäten des OSI im Fall Rudolph, darunter der pensionierte Major General und frühere Kommandeur des ABMA John Bruce Medaris, Vertreter der Stadt Huntsville, die American Legion, der Physiker Friedwardt Winterberg und frühere Mitarbeiter der NASA. Thomas Franklin interviewte Rudolph und schrieb eine Serie von Artikeln in den Huntsville News, in denen er die Ermittlungen des OSI in Frage stellte. Diese waren auch die Basis für Franklins später veröffentlichtes Buch An American in Exile: The Story of Arthur Rudolph.
1985 führte der New Yorker Kongressabgeordnete Bill Green ein Gesetz ein, welches die Aberkennung der an Rudolph verliehenen NASA Distinguished Service Medal ermöglichen sollte. Rudolph beantragte 1989 ein Visum für die USA, um an den Feierlichkeiten zum 20. Jahrestag der ersten Mondlandung teilnehmen zu können, welches jedoch vom Außenministerium verweigert wurde. Im Mai 1990 wurden durch das House of Representatives Anhörungen angeordnet, die klären sollten, ob das OSI die Strafverfolgung Rudolphs vernachlässigt habe oder Rudolphs Rechte verletzt habe. Im Juli reisten die Rudolphs für ein Treffen mit ihrer Tochter nach Kanada. Da Arthur Rudolph auf der OSI-Liste der gesuchten Personen stand, wurde er auf dem Flughafen zurückgehalten. Nach einem anschließenden Prozess wurde er endgültig 1991 ausgewiesen. Rudolph bemühte sich, unterstützt unter anderem durch ehemalige Mitarbeiter in Huntsville, seine US-Bürgerschaft wiederzubekommen.
Arthur Rudolph starb am 1. Januar 1996 in Hamburg an einem Herzanfall.

## Posthume Nachforschungen
1999 gewann der Anwalt Mark Richard die damalige Justizministerin Janet Reno dafür, Erfolge und Misserfolge des OSI untersuchen zu lassen. Der Bericht wurde 2006 fertiggestellt; er blieb zunächst unter Verschluss. 2010 gelangte die New York Times in den Besitz des Berichts – er umfasst 600 Seiten – und veröffentlichte Auszüge.